# Josef Dametz

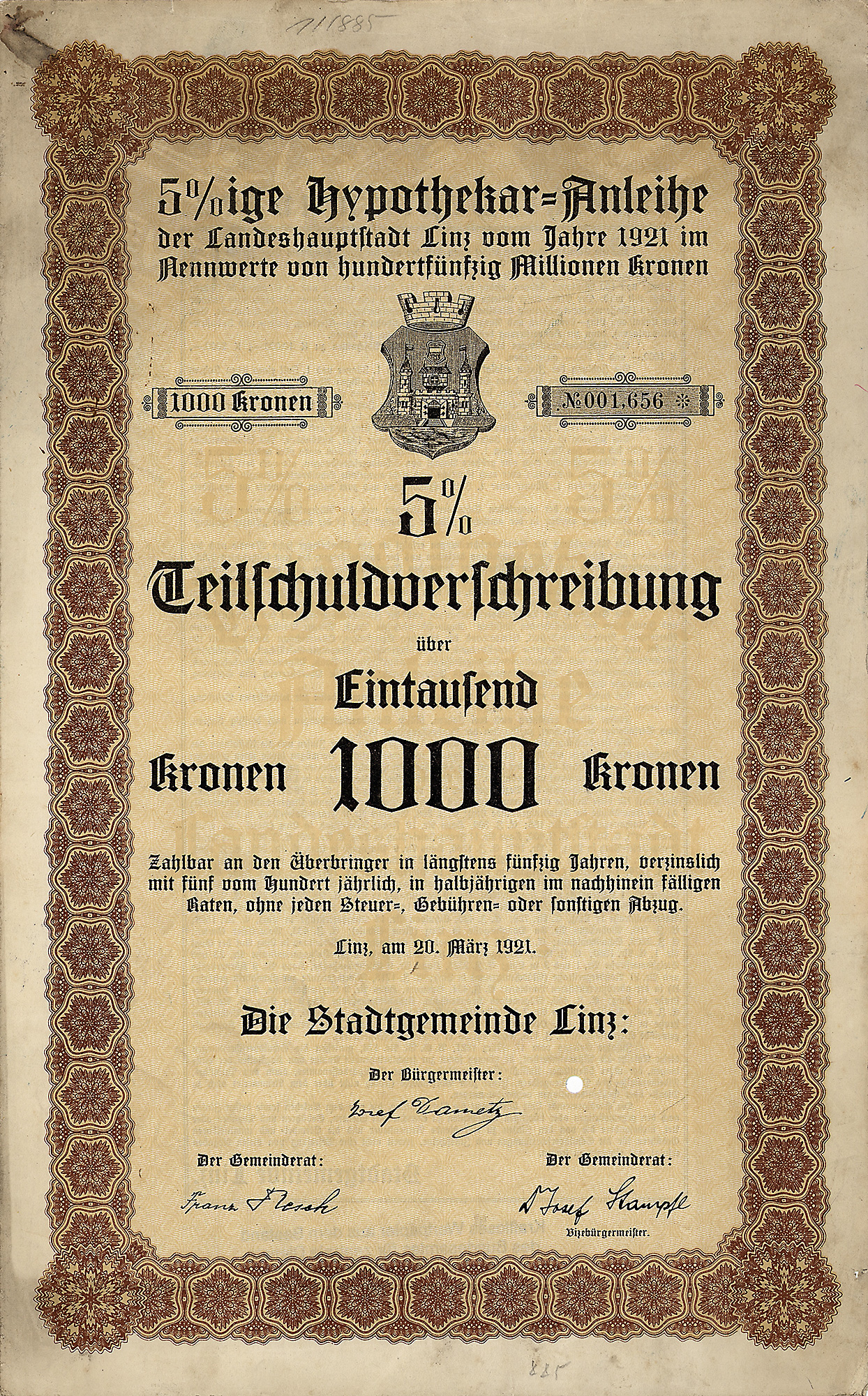
Teilschuldverschreibung über 1000 Kronen der Landeshauptstadt Linz vom 20. März 1921 mit Unterschrift von Bürgermeister Josef Dametz

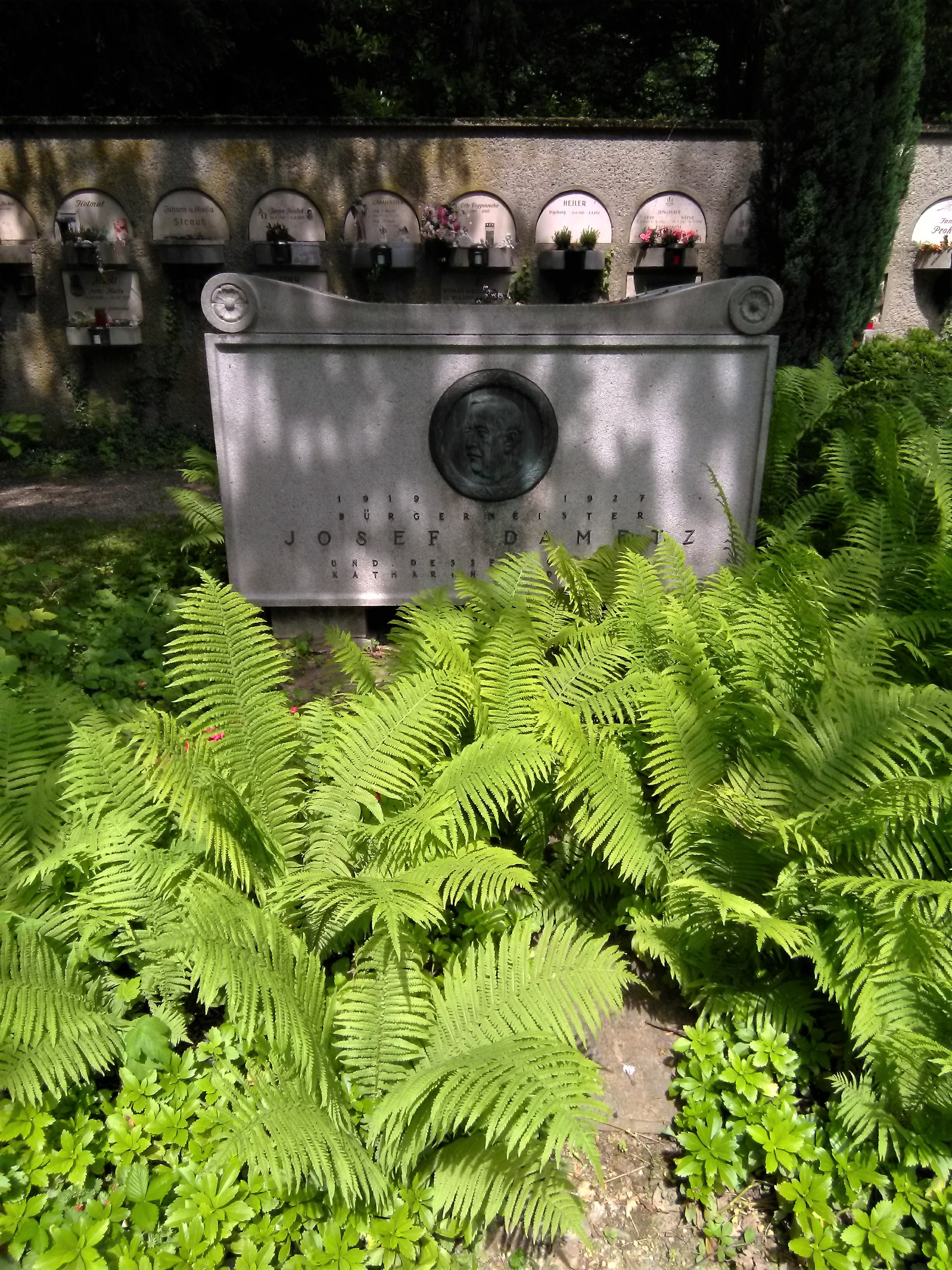
Grabstätte von Bürgermeister Josef Dametz im Urnenhain Urfahr (2021)

Josef Ignaz Dametz (* 26. Mai 1868 in Linz; † 21. September 1927 ebenda) war ein österreichischer Politiker (SDAP), Gewerkschafter und Bürgermeister von Linz von 1919 bis 1927.

## Leben und Wirken
Josef Dametz wurde am 26. Mai 1868 als Sohn von Josef Dametz und dessen Ehefrau Franziska (geborene Koch) in Linz geboren und am 27. Mai 1868 auf den Namen Josef Ignaz getauft.
Dametz lernte nach der Hauptschule Buchdrucker und Setzer. Neben seinem Hauptberuf setzte er sich stark für den Aufbau der Sozialdemokratische Arbeiterpartei in der oberösterreichischen Landeshauptstadt ein. Er war auch in der Gewerkschaft tätig.
1905 gehörte Josef Dametz zu den ersten neun Sozialdemokraten, die in den Linzer Gemeinderat einzogen.
1914 wurde Dametz Landesvorsitzender der Sozialdemokratischen Partei in Oberösterreich.
Am 18. Mai 1919 wurden die Sozialdemokraten bei den ersten Gemeinderatswahlen, bei denen auch Frauen wählen durften, auf Anhieb stärkste Kraft. Am 11. Juni 1919 wurde Josef Dametz im Anschluss daran einstimmig zum Linzer Bürgermeister gewählt, 1923 und 1927 wurde er erneut gewählt.
Während seiner Amtszeit konnte Dametz erfolgreich die Auswirkungen des Ersten Weltkriegs bekämpfen. So legte er die Grundlagen für städtische Wohnbauprogramme, ließ Schulen bauen und setzte sich für die Ansiedlung von Betriebszweigen in Linz ein. Ebenfalls in seiner Amtszeit wurden die Volksküche und das Parkbad errichtet und das Allgemeine Krankenhaus ausgebaut. 1925 beschloss der Gemeinderat die Errichtung des Linzer Krematoriums.
Er galt als sehr sachlicher Politiker und erntete auch über Parteigrenzen hinweg, vor allem bei den Christlichsozialen, Lob und Anerkennung.
Josef Dametz starb am 21. September 1927 nach langer Krankheit im Allgemeinen Krankenhaus Linz; im Sterbebuch wurde als Todesursache eine Sepsis eingetragen. Am 25. September 1927 wurde Dametz bestattet; sein Grab befindet sich im Urnenhain Urfahr. Sein Nachfolger als Bürgermeister wurde Robert Mehr.

## Anerkennungen
- Die Dametzstraße in Linz wurde 1945 nach Josef Dametz benannt. Sie verläuft vom Graben zum Hessenplatz. Davor war die Straße 1935 mit Dollfußstraße, 1938 mit Freiheitsstraße benannt.
- Der Dametzhof, eine Kommunale Wohnhausanlage der Stadt Linz, erbaut von 1927 bis 1928 nach den Plänen des Stadtbaudirektors Curt Kühne, trägt ebenfalls seinen Namen.